# 韓国人留学生射殺事件
韓国人留学生射殺事件（かんこくじんりゅうがくせいしゃさつじけん）は、2001年10月10日、千葉県柏市で発生した殺人事件。暴力団抗争に巻き込まれ、無関係の韓国人留学生が殺害された。

## 概要
当時、抗争中の住吉会系暴力団組員4人が、殺害された仲間の組員の報復を計画。2001年10月10日早朝、組員3人があるアパートを襲撃して拳銃で住民を射殺する事件を起こした。しかし、射殺された人物は、暴力団組織とは関係のない日本語学校に通う韓国人留学生であり、組員の勘違いにより射殺されたことが後に判明し、暴力団組員の3人が逮捕され、有罪判決を受けた。
殺人容疑で逃亡して指名手配されていた元組長は逃亡先の中国上海で不法入国により身柄を確保、日本に移送され2009年9月25日に逮捕された。

## 裁判

### 組員3人への刑事裁判
2005年1月、東京高等裁判所が射殺した実行犯に無期懲役、他の2人は懲役20年と懲役10年の判決が確定した。

### 組長の刑事裁判
2009年10月16日に元組長が起訴された。2009年5月21日以降の起訴であるため、裁判員制度による裁判の対象となった。

### 民事訴訟
一方、民事裁判については、遺族が実行犯および住吉会総裁、会長に対して1億4000万円の損害賠償を求め提訴。暴力団組織のトップに末端組織組員に対する使用者責任があるかが争点となった。東京地方裁判所では、住吉会側の使用者責任を認めて遺族側の一部勝訴となったが、二審の東京高等裁判所への控訴後は和解が進められ、2008年5月21日、住吉会側が7,000万円を遺族側に支払うという和解が成立している。